# Pape Rock
Der Pape Rock ist ein 1510 m hoher und vereinzelter Felsvorsprung im ostantarktischen Viktorialand. In den Prince Albert Mountains ragt er 5 km nordwestlich des Shomo Rock an der Südflanke des David-Gletschers auf.
Der United States Geological Survey kartierte ihn anhand eigener Vermessungen und Luftaufnahmen der United States Navy aus den Jahren von 1956 bis 1962. Das Advisory Committee on Antarctic Names benannte ihn im Jahr 1968 nach Bernard C. Pape, Bauarbeiter auf der Amundsen-Scott-Südpolstation im antarktischen Winter 1966.